# Anita Wachter
Anita Wachter, née le 12 février 1967 à Bartholomäberg, est une ancienne skieuse alpine autrichienne. Elle est la compagne de Rainer Salzgeber.

## Jeux olympiques
| Épreuve / Édition   | Super-G | Géant  | Combiné |
| JO 1988 Calgary     | 5e      | 7e     | Or      |
| JO 1992 Albertville | 9e      | Argent | Argent  |
| JO 1994 Lillehammer | 9e      | 4e     | —       |

Légende :
- : première place, médaille d'or
- : deuxième place, médaille d'argent
- : troisième place, médaille de bronze
- — : n'a pas participé à cette épreuve

## Championnats du monde
| Épreuve / Édition           | Super G | Géant  | Slalom | Combiné |
| Mondiaux 1987 Crans-Montana | —       | —      | —      | 5e      |
| Mondiaux 1989 Vail          | 9e      | 13e    | —      | 5e      |
| Mondiaux 1991 Saalbach      | Bronze  | 11e    | 12e    | —       |
| Mondiaux 1993 Morioka       | 6e      | Argent | —      | Bronze  |
| Mondiaux 1996 Sierra Nevada | 16e     | 4e     | DNF    | Argent  |
| Mondiaux 1997 Sestrières    | —       | 4e     | 22e    | 10e     |
| Mondiaux 1999 Vail          | —       | Bronze | 9e     | —       |
| Mondiaux 2001 Sankt Anton   | —       | DNF    | —      | —       |

Légende :
- : première place, médaille d'or
- : deuxième place, médaille d'argent
- : troisième place, médaille de bronze
- — : n'a pas participé à cette épreuve

## Coupe du monde
- Vainqueur du classement général en 1993
  - Vainqueur de la coupe du monde de géant en 1990 et 1994
  - Vainqueur de la coupe du monde de combiné en 1990, 1993 et 1996
  - 19 victoires : 2 super-G, 14 géants, 1 slalom et 2 combinés
  - 74 podiums

### Différents classements en coupe du monde
| Saison / Épreuve | Saison / Épreuve | Général | Général | Descente | Descente | Slalom | Slalom | Géant  | Géant  | Super G | Super G | Combiné | Combiné |
| ---------------- | ---------------- | ------- | ------- | -------- | -------- | ------ | ------ | ------ | ------ | ------- | ------- | ------- | ------- |
| Saison / Épreuve | Saison / Épreuve | Class.  | Points  | Class.   | Points   | Class. | Points | Class. | Points | Class.  | Points  | Class.  | Points  |
| 1985             | 1985             | 89e     | 1       | -        | -        | -      | -      | 44e    | 1      | -       | -       | -       | -       |
| 1986             | 1986             | 17e     | 91      | -        | -        | 40e    | 2      | 8e     | 43     | 7e      | 30      | 15e     | 18      |
| 1987             | 1987             | 14e     | 107     | 23e      | 12       | 14e    | 37     | 21e    | 12     | 5e      | 47      | -       | -       |
| 1988             | 1988             | 3e      | 211     | 28e      | 8        | 3e     | 75     | 4e     | 74     | 11e     | 22      | 2e      | 32      |
| 1989             | 1989             | 5e      | 157     | -        | -        | 7e     | 42     | 5e     | 59     | 3e      | 56      | -       | -       |
| 1990             | 1990             | 2e      | 300     | -        | -        | 5e     | 89     | 1re    | 133    | 8e      | 43      | 1re     | 35      |
| 1991             | 1991             | 6e      | 142     | -        | -        | 14e    | 28     | 2e     | 79     | 11e     | 23      | 9e      | 12      |
| 1992             | 1992             | 12e     | 564     | 52e      | 6        | 15e    | 163    | 9e     | 225    | 27e     | 64      | 3e      | 106     |
| 1993             | 1993             | 1re     | 1286    | 19e      | 155      | 4e     | 272    | 2e     | 396    | 4e      | 313     | 1re     | 150     |
| 1994             | 1994             | 4e      | 1057    | -        | -        | 9e     | 215    | 1re    | 635    | 9e      | 157     | 7e      | 50      |
| 1995             | 1995             | 8e      | 593     | 31e      | 54       | 16e    | 116    | 7e     | 295    | 14e     | 128     | -       | -       |
| 1996             | 1996             | 3e      | 1044    | 17e      | 102      | 9e     | 250    | 3e     | 371    | 8e      | 221     | 1re     | 100     |
| 1997             | 1997             | 7e      | 741     | 32e      | 31       | 11e    | 191    | 3e     | 378    | 24e     | 81      | 3e      | 60      |
| 1998             | 1998             | 27e     | 274     | -        | -        | 27e    | 58     | 15e    | 132    | 39e     | 19      | 12e     | 45      |
| 1999             | 1999             | 8e      | 756     | -        | -        | 18e    | 120    | 2e     | 636    | -       | -       | -       | -       |
| 2000             | 2000             | 16e     | 546     | -        | -        | 26e    | 76     | 3e     | 470    | -       | -       | -       | -       |
| 2001             | 2001             | 51e     | 118     | -        | -        | 26e    | 59     | 29e    | 59     | -       | -       | -       | -       |

### Détail des victoires
| Saison / Épreuve | Super G         | Slalom géant                              | Slalom     | Super-combiné                        | Total |
| 1988             | -               | -                                         | Courmayeur | -                                    | 1     |
| 1990             | Las Leñas       | Vail                                      | -          | -                                    | 2     |
| 1991             | -               | Zwiesel                                   | -          | -                                    | 1     |
| 1993             | -               | Steamboat Springs                         | -          | Cortina d’Ampezzo (Arlberg-Kandahar) | 2     |
| 1994             | -               | Sölden Santa Caterina I Cortina d’Ampezzo | -          | -                                    | 3     |
| 1995             | Haus im Ennstal | Cortina d’Ampezzo Åre                     | -          | -                                    | 3     |
| 1996             | -               | Cortina d’Ampezzo                         | -          | Sankt Anton                          | 2     |
| 1999             | -               | Semmering Maribor Åre II Sierra Nevada    | -          | -                                    | 4     |
| 2000             | -               | Lienz                                     | -          | -                                    | 1     |
| Total            | 2               | 14                                        | 1          | 2                                    | 19    |

## Arlberg-Kandahar
- Vainqueur du Kandahar 1993 à Cortina d'Ampezzo